# ゆふいん号

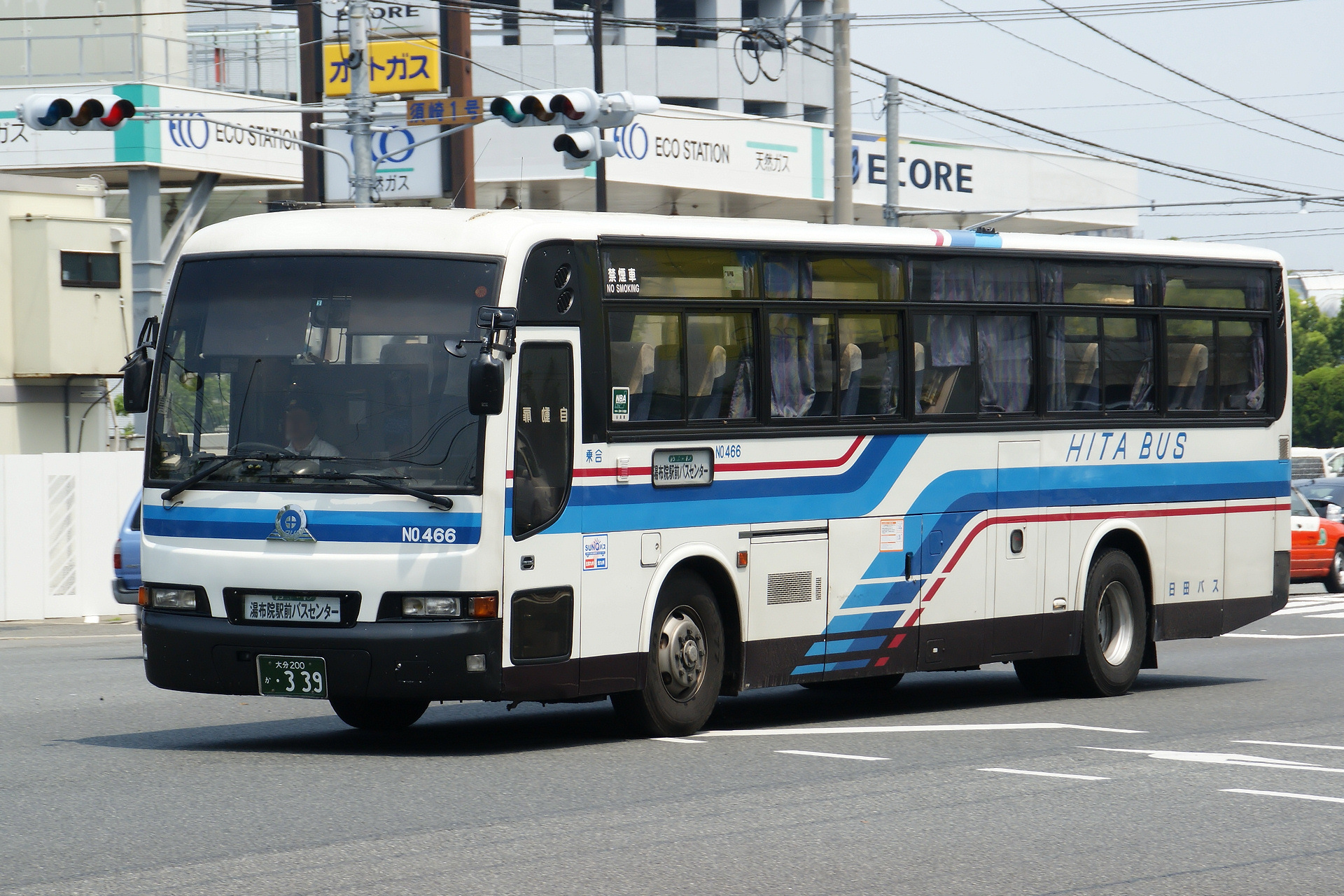
ゆふいん号（日田バス）

ゆふいん号（ゆふいんごう）は、福岡県福岡市と大分県由布市湯布院町を結ぶ高速バスである。
愛称は温泉地として有名な「由布院」から。福岡と由布院を結ぶ、観光路線的色合いの強い路線で、福岡市の西鉄天神高速バスターミナルと由布院の由布院駅前バスセンターの間を約2時間で結ぶ。

## 運行会社
- 日田バス日田営業所
- 亀の井バス別府営業所
- 西日本鉄道福岡高速自動車営業所(続行便の一部は西鉄観光バスが担当)

## 運行経路・停車停留所
太字は停車停留所。
福岡市内～高速日田は、湯布院行きは乗車のみ。福岡行きは降車のみ。
由布院駅前BC～道の駅ゆふいんは、湯布院行きは降車のみ。福岡行きは乗車のみ。
西鉄天神高速BT - 博多BT - 福岡空港国際線 - 太宰府IC - 九州自動車道 - 筑紫野（二日市温泉入口） - 高速基山 - 鳥栖JCT - 大分自動車道 - 高速日田 - 高速天瀬高塚 - 玖珠インター - 九重IC - 湯布院IC - 道の駅ゆふいん - 由布院駅前BC

## 過去の運行経路・停車停留所
博多港発着便
博多港国際ターミナル - 西鉄天神高速バスターミナル -（この間博多バスターミナル発着便と同じ）- 由布院駅前バスセンター
日田バスセンター発便
日田バスセンター(日田温泉入口)→田島一丁目→市役所前→城内・豆田入口→昭和学園前→日田インター口→日田IC→（大分自動車道）→高速日田→（この間博多バスターミナル発着便と同じ）→由布院駅前バスセンター
博多バスターミナル発便
博多バスターミナル→西鉄天神高速バスターミナル→ 太宰府IC→（この間福岡空港経由便と同じ）→由布院駅前バスセンター
博多バスターミナル発着便（臨時ノンストップ便）
博多バスターミナル - 西鉄天神高速バスターミナル - 福岡空港国際線 - 太宰府IC - 九州自動車道 - 筑紫野（二日市温泉入口） - 高速基山 - 鳥栖JCT - 大分自動車道 - 高速小郡大板井 - 高速甘木 - 高速日田 - 高速天瀬高塚 - 玖珠インター - 九重IC - 湯布院IC - 道の駅ゆふいん - 由布院駅前バスセンター→

## 車両
日田バス、亀の井バスは西日本車体工業ボディの三菱ふそう・エアロバス、日野・セレガ、日産ディーゼル・スペースアローを使用。
西日本鉄道は日野・セレガ、いすゞ・ガーラ、日産ディーゼル・スペースアロー、ヒュンダイ・ユニバース・三菱ふそう・エアロエースを使用。
4列シート、毛布、トイレ、コンセント式充電器を備える。

## 沿革
- 1982年3月20日：福岡 - 湯布院・くじゅう線として「ゆふいん号」が開設。
- 1984年7月21日：経路変更およびダイヤ改正。
- 1994年7月22日：経路変更およびダイヤ改正 福岡 - 湯布院・別府線が新設。
- 1995年3月11日：大分自動車道日田IC - 玖珠IC間開通による経路変更およびダイヤ改正。
- 1996年3月29日：大分自動車道玖珠IC - 湯布院IC間開通による経路変更およびダイヤ改正。
- 2005年1月21日：経路変更およびダイヤ改正。由布院駅前 - 牧の戸温泉入口間廃止。
- 2009年7月27日：西鉄発行のスーパー乗車券の利用可に変更。クローズドドア区間を博多駅交通センター - 福岡空港国内線（湯布院発着便は道の駅ゆふいん～由布院駅前もクローズドドア）に短縮。
- 2010年4月1日：由布院駅前 - 別府北浜間廃止。
- 2011年2月1日：2往復臨時増便し13往復に。うち4往復（臨時増便分の2往復と既存の2往復）を博多港国際ターミナルへ延長。臨時増便分の2往復は博多港国際ターミナル、福岡空港国際線ターミナル、由布院駅前、城島高原、別府北浜のみ停車（由布院駅前 - 別府北浜間は復活）。
- 2011年6月11日：臨時増便分の運行を終了し11往復に戻る。2往復の博多港国際ターミナル乗り入れは継続。
- 2013年3月23日：全便にnimoca導入開始[1]。
- 2014年5月21日：経路変更およびダイヤ改正。福岡空港国際線ターミナル・九重インターに新たに停車。[2]
- 2015年4月1日：ダイヤ改正。[3]
  - 博多港国際ターミナル発着便を廃止。福岡発着の全便が博多バスターミナル発着となり13往復に増便。
  - 日田バスセンター(日田温泉入口)発由布院駅前バスセンター行きの区間便を新設。日田発の朝の2便のみで由布院駅前バスセンター発は設定なし。
  - クローズドドア区間を拡大し、博多バスターミナル～高速日田間、日田バスセンター(日田温泉入口)～高速日田間および道の駅ゆふいん～由布院駅前バスセンター間のみの利用が不可となる。
- 2015年12月21日：ダイヤ改正。[4]
  - 日田バスセンター(日田温泉入口)発由布院駅前バスセンター行きの区間便を廃止。
  - 福岡発湯布院行きの始発便のみを、福岡空港を経由しない便へと変更。
- 2016年2月5日：西鉄高速バスによる福岡～湯布院間の臨時バス（ノンストップ）を期間限定で運行開始[5]。
- 2016年4月1日：西鉄高速バスによる臨時運行のノンストップ便を毎日運行とし、さらに亀の井バスによるノンストップ便が1往復増便され計2往復増便。全体では15往復となる[6]。
- 2016年6月13日：ノンストップ便2往復を運休。
- 2016年6月20日-7月15日：熊本地震後の観光需要喚起を目的として「今こそ、高速バスで行こう！キャンペーン」を実施し、期間内のみ最大運賃を1,500円とする[7]。
- 2016年8月1日：ノンストップ便の運行を再開。
- 2017年1月27日：ノンストップ便を3往復増便。今回から新たに日田バスもノンストップ便を担当する[8]。
- 2017年4月1日：ノンストップ便を1往復増便。また、全便博多バスターミナル発着から西鉄天神高速バスターミナル発着に変更。
- 2019年12月1日：博多バスターミナル起終点系統・福岡空港国際線不経由系統・西日本鉄道運行の各停系統・日田バスのノンストップ系統のそれぞれが廃止となる。
- 2020年4月1日：16往復に減便。各停系統の高速小郡大板井・高速甘木の停車が廃止となる。
- 2020年11月1日：10往復に減便。ノンストップ系統を廃止し、各停系統のみの運行となる。
- 2021年11月1日：7往復に減便。